# A Kaptár 3. – Teljes pusztulás
A Kaptár 3. – Teljes pusztulás (Resident Evil: Extinction) egy 2007-es, amerikai–angol–német–francia–ausztrál koprodukcióban készült akció/sci-fi/horrorfilm. Közvetlen folytatása A Kaptár 2. – Apokalipszisnak, egyben a harmadik darab a sorozatban, ami a Capcom népszerű túlélőhorror-játékain, a Resident Evil-szérián alapszik. A film rendezője Russell Mulcahy, producere és forgatókönyvírója az első rész direktora, Paul W. S. Anderson.
Ez az epizód több cselekményszálat kölcsönöz a Resident Evil: Code Veronica játékból, emellett felvonultat szereplőket, lényeket és egyéb jellemzőket az egész játéksorozatból. Változás az előző filmekhez képest a zombifilmekben megszokott sötét és nyomasztó helyszínek hiánya, melyeket a sivatag vadonjára cseréltek fel.
Bemutatója 2007. szeptember 21-én volt az Egyesült Államokban és Kanadában, Magyarországon október 11-én került a mozikba az InterCom forgalmazásában, akik az SPI-től veszik át a stafétabotot a hazai gondozásban a 2002-es A Kaptár és a 2004-es A Kaptár 2. – Apokalipszis után.

## Szereplők
| Szereplő       | Színész          | Magyar hang       |
| -------------- | ---------------- | ----------------- |
| Alice          | Milla Jovovich   | Détár Enikő       |
| Claire         | Ali Larter       | Csondor Kata      |
| Carlos Olivera | Ódéd Fehr        | Dolmány Attila    |
| Dr. Isaacs     | Iain Glen        | Haás Vander Péter |
| Betty          | Ashanti          | Wégner Judit      |
| L.J.           | Mike Epps        | Szűcs Sándor      |
| Mikey          | Christopher Egan | Markovics Tamás   |
| K-Mart         | Spencer Locke    | Mánya Zsófi       |
| Slater         | Matthew Marsden  |                   |
| Chase          | Linden Ashby     | Czvetkó Sándor    |
| Fehér Királynő | Madeline Carroll | Pekár Adrienn     |

## Történet
A Raccoon City-i katasztrófa után Alice, a magányos, de elszánt harcos továbbra is küzd azért, hogy az embereket élő-halottakká változtató vírust szabadjára engedő Védernyő Vállalatot, s a közvetlen felelősöket, Albert Weskert és Dr. Isaacsot végleg utolérje a veszte. Útja a nevadai sivatagon át vezet, ahol Las Vegas romjainál ráakad túlélők egy kis csoportjára. Carlos Olivera, Claire és a többiek az emberiség teljes pusztulása ellen harcolnak, vagyis próbálják túlélni a zombik, gyilkos varjak és még szörnyűbb teremtmények szüntelen ostromát.

## Háttér
A Kaptár 3: Teljes pusztulás elkészítését hivatalosan 2005. június 13-án jelentette be a Sony Screen Gems, kilenc hónappal a Kaptár 2: Apokalipszis bemutatója után. Közelmúltbeli sajtóértesülések szerint a harmadik film valószínűleg egyben az utolsó a sorozatban.
2005. november 7-én a Davis Film, a Constantin Film és a Screen Gems közölték az egész világra szóló forgalmazási jogaikat. A cím közben változáson ment keresztül: a kezdetben Resident Evil: Afterlife Resident Evil: Extinctionre cserélődött. A direktori székbe ismét új rendező került Russell Mulcahy személyében.
A forgatás az eredetileg kijelölt 2005 novembere helyett végül 2006 májusában vette kezdetét a mexikói Alsó-Kalifornia fővárosában, Mexicaliban és az amelletti Laguna Salada nevű kiszáradt sóstó medencéjében, s július végén lépett az utómunkálati fázisba. A film költségvetése hozzávetőleg 45 millió dollár, a speciális effekteket a Tatopoulos Studios és a Mr. X Inc. készítette, amely cégek a Silent Hill ezen részért is feleltek.
2006. június végén a Sony közzétette az első két produkciós képet. A munkálatok teljes titokban zajlottak, de apró részletek nyilvánosságra kerültek. A készítők úgy nyilatkoztak, „a sorozat rajongói nagyon fogják bírni a új főszörnyet és az ő ocsmány fejét a filmben.”

## Fogadtatás
A film 22%-os értékelésen állt a Rotten Tomatoes oldalán több mint 90 vélemény alapján.
A Dread Central korai kritikájában 3-ast adott a Teljes pusztulásnak a lehetséges 5-ből, azzal indokolva, „Ugyanaz, mint az előzőek, csak nagyobb költségvetéssel.” Akadtak egyetértő vélemények abban, hogy „A Kaptár 3: Teljes pusztulás kb. kétszer jobb előzményénél.”
Általános elégedetlenkedés tárgyát képezték a közeli felvételeknél rendkívül feltűnő digitális módosítások Milla Jovovich arcán, amit szükségtelennek találtak.

### Box office
A film első helyen nyitott az észak-amerikai mozipénztáraknál 23,7 millió dollárral, ami a legjobb A Kaptár-trilógiában, noha valamivel kevesebb eladott jegyet jelent a három évvel korábbi Apokalipszis 23 milliójánál. Összesen 50,6 millió dollárt gyűjtött, kevéssel elmaradva a második rész mögött. A világ többi részén ellenben a sorozat legsikeresebb darabja lett, 97 millió dollárnak megfelelő összeget termelve.

## Folytatás
A következő rész 2010-ben jelent meg A Kaptár – Túlvilág címmel. Milla Jovovich és Ali Larter ismét főszerepet kapott benne, mellettük új szereplőként Wentworth Miller tűnik fel.
A filmsorozat negyedik részének számító Túlvilág után még két folytatás készült: A Kaptár – Megtorlás (2012) és A Kaptár – Utolsó fejezet (2017).